# Felsőmezős község
Felsőmezős község (románul: Comuna Câmpani) község Bihar megyében, Romániában. Központja Felsőmezős, beosztott falvai Felsőfeketevölgy, Fonóháza, Fonókismező, Herzafalva, Kisszegyesd.

## Népessége
A 2011-es népszámlálás adatai alapján a község népessége 2427 fő volt.